# 菲耶 (沃州)
菲耶（法語：Fiez）是瑞士联邦西部法语区的沃州下设的一个镇。在行政上属于沃州北汝拉区管辖。菲耶的总面积为6.84平方公里。截至2010年底，总人口为405。